# Комсомольский (Калачёвский район)
Комсомо́льский — посёлок в Калачёвском районе Волгоградской области России, в составе Советского сельского поселения. Входит в Волгоградскую агломерацию.

## География
Населённый пункт расположен на юго-западе области, в 15 км северо-восточнее п. Волгодонской, у Волго-Донского канала.
площадь — 108 га.

Уличная сеть состоит из 37 географических объектов:
- Переулки: Водный пер., Зеленый пер., Луговой пер., Майский пер., Степной пер., Тихий пер.
- Садовое товарищество: снт Синтез
- Улицы: ул. Абрикосовая, ул. Виноградная, ул. Вишневая, ул. Волгоградская, ул. Вышинского, ул. Канальная, ул. Комсомольская, ул. Лесная, ул. Мишарева, ул. Молодежная, ул. Набережная, ул. Новая, ул. Овражная, ул. Парковая, ул. Полевая, ул. Прямая, ул. Пушкина, ул. Садовая, ул. Солнечная, ул. Степная, ул. Строителей, ул. Ташкентская, ул. Тульская, ул. Цветочная, ул. Шлюзовая, ул. Электромонтерская, ул. Яблоневая.

## Население
| 2010 |
| ---- |
| 1224 |

## Инфраструктура
школа, медучреждение, магазин, газоснабжение.

## Транспорт
Комсомольский стоит на автодороге 18К-15 (Западный объезд Волгограда).
| Населенные пункты, указатели         | Кило- метраж |
| ------------------------------------ | ------------ |
| ВОЛГОГРАД                            | 0            |
| ж/д ст.ЧАПУРНИКИ                     | 6            |
| им.19-го Партсъезда                  | 7            |
| СОЛЯНОЙ                              | 14           |
| ЧЕРВЛЁНОЕ                            | 20           |
| ВОЛГО-ДОНСКОЙ СУДОХОДНЫЙ КАНАЛ       | 22           |
| НАРИМАН                              | 33           |
| ЗАРЯ                                 | 40           |
| ПАРХОМЕНКО                           | 44           |
| БЕРЕСЛАВКА                           | 50           |
| ОТДЕЛЕНИЕ №2                         | 63           |
| СВЕТЛОЯРСКИЙ РАЙОН КАЛАЧЁВСКИЙ РАЙОН | 67           |
| КОМСОМОЛЬСКИЙ                        | 70           |
| МАРИНОВКА М21                        | 75           |
| ОКТЯБРЬСКИЙ                          | 100          |
| СТЕПНОЙ                              | 150          |
| БУЗИНОВКА                            | 162          |